# Ростворовский, Эмануэль Матеуш
Эмануэль Матеуш Ростворовский (пол. Emanuel Mateusz Rostworowski; 8 января 1923 года, Краков — 8 декабря 1989 года, Краков) — польский историк, профессор Польской Академии Наук. Сын Кароля Хуберта Ростворовского, брат Марека и Яна Ростворовских.
Был связан с Ягеллонским университетом. Он был одним из последних учеников Владислава Конопчинского. Получил докторскую степень в 1950 году, в 1961 году стал экстраординарным, а спустя десять лет ординарным профессором. Автор многочисленных публикаций о истории Польши XVIII века. Был многолетним (с 1964 по 1989 годы) редактором Польского Биографического словаря, под его руководством было издано 22 тома. Кроме того, он сам был автором 60 обширнейших статей.

## Характеристика научной деятельности
Основной идеей работ Ростворовского была цель показать читателю, что Польша во время правления Станислава Августа Понятовского вовсе не находилась на пороге катастрофы. Продолжая мысль Тадеуша Корзона о благополучном социально-экономическом положении страны во второй половине XVIII века, историк вину разделов «перекладывал» на Австрийскую империю, Россию и Пруссию. Стоит отметить, что в современной польской историографии этот взгляд Ростворовского получил продолжение и представлен научными изысканиями Зофьи Зелинской, Мариуша Маркевича, Лукаша Конзели. Ещё одной особенностью научной деятельности польского историка является то, что он «реабилитировал» в глазах общественности фигуру Станислава Августа Понятовского, а также показал его роль в политической жизни, в частности, в принятии Конституции 3 мая.